# Rifts: Promise of Power
Rifts: Promise of Power (укр. Розломи: Обіцянка влади) — тактична рольова відеогра 2005 року, ліцензована для рольової гри Rifts від Palladium Books, розроблена Backbone Entertainment та випущена Nokia для N-Gage.
Основна механіка гри адаптована з паперової версії, використовуючи покрокову систему.

## Ігровий процес
У Promise of Power доступні три класи персонажів. Існує три протокласи, з яких гравці можуть вибрати один на початку гри:
- Найманець
- Псіонник
- Чаклун

Досягнувши четвертого рівня, гравці можуть обрати спеціалізацію, таку як:
- Кіборг
- Пірокінетик
- Лей Лайн Вокер

Деякі з них обмежені на основі протокласу.
Один клас персонажів, спеціально розроблений для гри — стихійний змішувач — був адаптований в основну книгу правил Rifts Ultimate Edition.
Дія гри розгортається на Землі Розломів, постапокаліптичному світі кілька сотень років у майбутньому. У ньому існують передові технології, магія та псіонічні сили, інопланетні, жахливі істоти з інших вимірів, мутанти та вампіри.

## Огляди
| Агрегатор  | Оцінка |
| ---------- | ------ |
| Metacritic | 75/100 |

| Видання | Оцінка |
| ------- | ------ |
| GameSpy | [ 2 ]  |

Гра отримала загалом схвальні відгуки за версією сайту агрегації рецензій Metacritic.